# 別列斯尼亞吉
49°47′45″N 31°12′42″E / 49.79583°N 31.21167°E
貝雷斯尼亞希（烏克蘭語：Бересняги）是位於烏克蘭中部的村莊，由切爾卡瑟州切爾卡瑟區的博布里齊亞市鎮負責管轄。該村始建於十八世紀，面積0.88平方公里，海拔高度149米，2009年人口63，人口密度每平方公里71.6人。